# Viola caninaeformis
Viola caninaeformis är en violväxtart som beskrevs av C. Richt.. Viola caninaeformis ingår i släktet violer, och familjen violväxter. Inga underarter finns listade i Catalogue of Life.